# Dumas Brothel

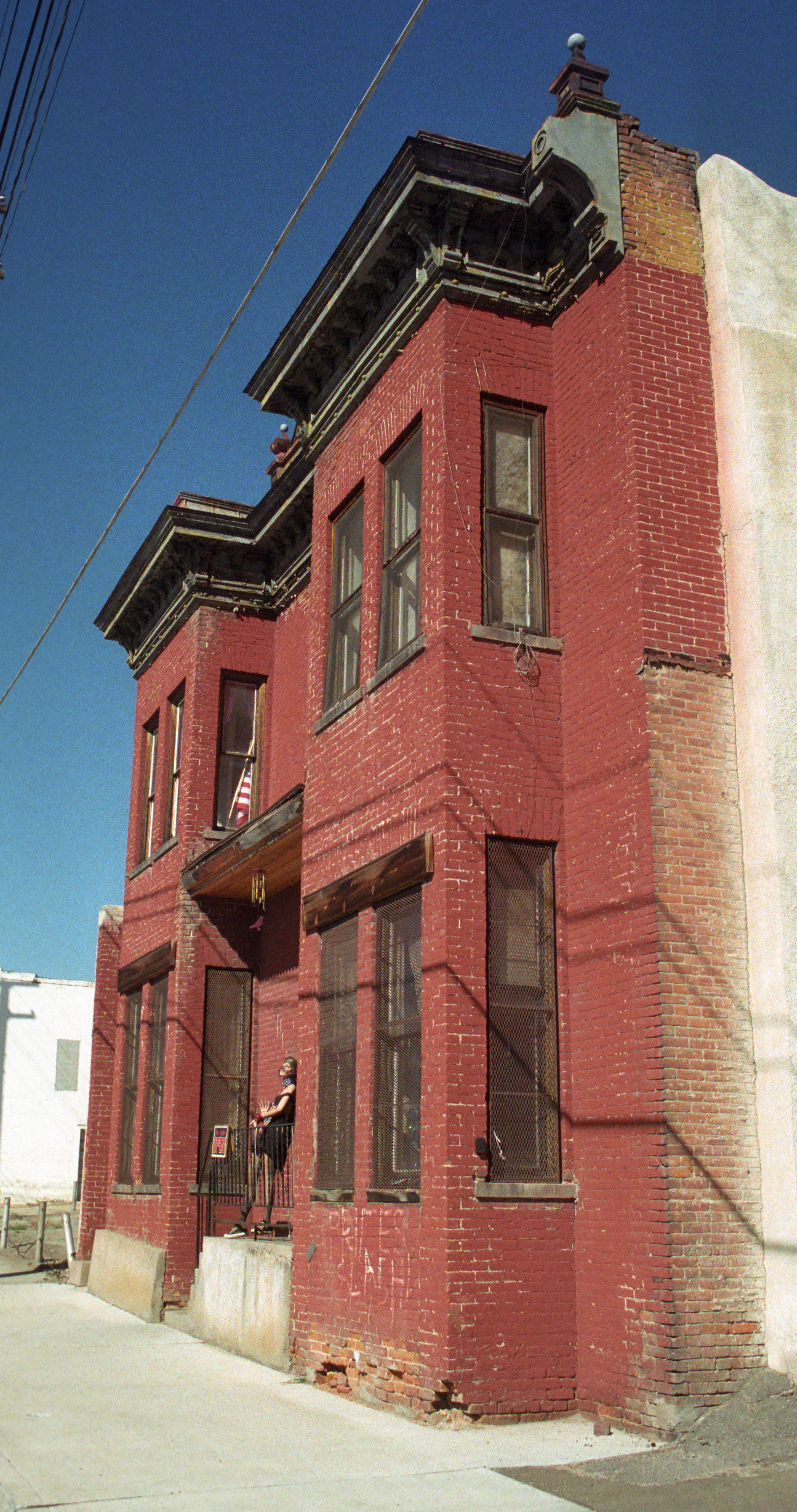
Das Dumas-Bordell in Butte

Das Dumas Brothel (früher Dumas Hotel) war ein bekanntes Bordell (englisch brothel) in Butte im US-amerikanischen Bundesstaat Montana. Das Haus liegt im Herzen der Innenstadt, die in Butte im Gegensatz zu vielen anderen amerikanischen Städten als ‚Uptown‘ bezeichnet wird. Das heutige Museum war von 1890 bis 1982 als Bordell in Betrieb und gilt damit als die am längsten kontinuierlich betriebene derartige Einrichtung in den USA.

## Hintergrund
Butte wurde erst Ende des 19. Jahrhunderts auf dem „richest hill on earth“, einem reichen Erzvorkommen an Kupfer und anderen Metallen, erbaut. Die Bergbaustadt begann um 1870 als Zeltsiedlung, war um die Jahrhundertwende größte Stadt Montanas und erhielt die erste elektrische Straßenbeleuchtung in dem Bundesstaat. Die Bergarbeiter von Butte, ihre Vorarbeiter und die reichen Minenbesitzer, deren Zulieferer und Dienstleister lebten nach dem Motto „Work hard, live hard and die hard“ (hart arbeiten, heftig leben und nicht schlappmachen). Dazu gehörte das Gunstgewerbe wie Tanz- und Musikhallen, die anfänglich offen und mitten in der Stadt in unmittelbarer Nachbarschaft zu den Stolleneingängen und Fördertürmen präsent waren.

“Vulgar manner, overfed, Overdressed and underbred.
Vulgar Heathen godless hell’s delight, Rude by day and lewd by night.
Dwarfed the man, enlarged the brute, Ruled by rou and prostitute.
Purple robed and pauper clad, Raving, rotting, money-mad.
Squirming herd in Mammon’s mesh, Wilderness of human flesh.
Crazed by Avarice, Lust and Rum, Butte, thy name is Delirium.”

„Übles Auftreten, überfressen, aufgedonnert und ungebildet.
Vulgärer Heiden gottlos höllisches Vergnügen, rau tagsüber und liederlich bei Nacht
Mensch ist erniedrigt, der Unmensch erhöht, vom Spieltisch und Huren regiert
In Purpurrobe und Bettelkleid, tobend, verrottend und geldverrückt
umtriebige Herde im Käfig des Mammon, die Wildnis des Fleisches
Verrückt vor Habgier, Lust und Rum: Butte – Dein Name sei Delirium“

## Umfeld und Entstehung

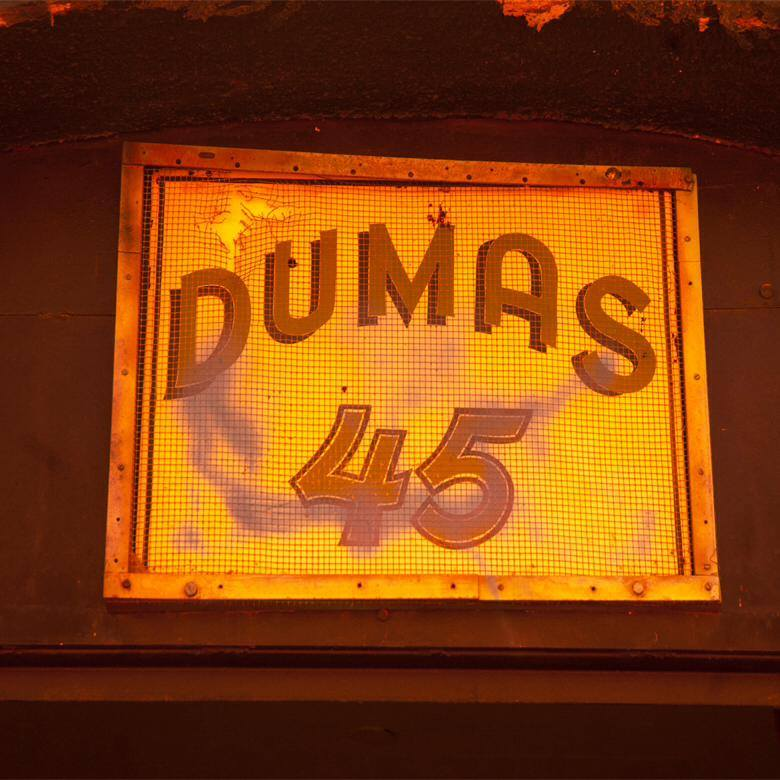
Schild des Bordells

Um das Jahr 1880 kam es zum Bau des sogenannten ‚Theatre Comique‘, eines bedeutenden Varietétheaters. Auch die Prostitution bewegte sich aus den Zeltstädten in verschiedene feste Etablissements. Der Bau des Dumas selbst stellt bereits eine deutliche Differenzierung des Angebots dar. Das Haus wurde 1890 von der Nadeau Investment Company im viktorianischen Stil als Bordell geplant und erbaut. Eigentümer der Company, die mehrere Bordelle und Nachtklubs betrieb, waren die Frankokanadier Joseph und Arthur Nadeau. Als Eigentümerin des Dumas wurde die Ehefrau von Joseph, Delia Nadeau eingetragen.
Das Haus ist das letzte erhaltene Beispiel dieser Art von Architektur. Es hat einen mit Oberlichtern und farbigen Fenstern erleuchteten Innenraum, der auch für Tanzveranstaltungen dienen konnte. Mehrere Bars, ein Restaurant sowie mehrere „cribs“ (Krippen), kleinere Räume mit gerade genug Platz für ein Bett umgeben den Innenraum auf mehreren Etagen. Die heutige Aufteilung mit 43 Räumen entspricht einer nachmaligen Aufteilung, das Bordell war ursprünglich mit deutlich weniger Räumen für ein exquisites Publikum geplant. Im zweiten Stockwerk ist die ursprüngliche großzügige Raumaufteilung noch erhalten.
Der hintere Eingang führt auf die Wyoming Street. Diese überdachte Gasse stellte als Venus Alley den zentralen Bereich des Rotlichtviertels und der Straßenprostitution in Butte dar. Etliche Tunnel zu anderen Gebäuden der Stadt erlaubten Honoratioren und prominenten Freiern einen diskreten Zugang, wobei die Prostitution gerade in den Anfangszeiten kein Geheimnis war. Zu den Gästen gehörte unter anderem Charlie Chaplin, der den Rotlichtdistrikt Buttes in seinen Memoiren verewigte.
Nach dem Vorbild des Dumas wurden entlang der Main Street, der Galena, Wyoming und Mercury Street ähnliche Etablissements errichtet, die bis zu 100 Prostituierte beschäftigten. Einer der Clubs hatte dagegen nur vier Damen angestellt, die allerdings zu den größten »Schönheiten« der damaligen Zeit gehörten.

## Weiterentwicklung
Bereits um 1900 kam es zu ersten Bemühungen der Stadt, die Prostitution einzudämmen. 1910 erlassene strenge Kleidervorschriften durch Sheriff und Bürgermeister führten zu langen Gesichtern und langen Röcken am nächsten Tag. Die Prostituierten begannen durch intensives Klopfen und Lärmen hinter den zudem vorgeschriebenen Fenstervorhängen auf sich aufmerksam zu machen. Ein komplettes Verbot der Prostitution in der Zeit zwischen den Weltkriegen wurde später wieder aufgeweicht, auch eine später geplante völlige Verlagerung des Rotlichtviertels aus der unmittelbaren Innenstadt war nicht komplett durchzusetzen.

## Niedergang des Bergbaus und des Dumas

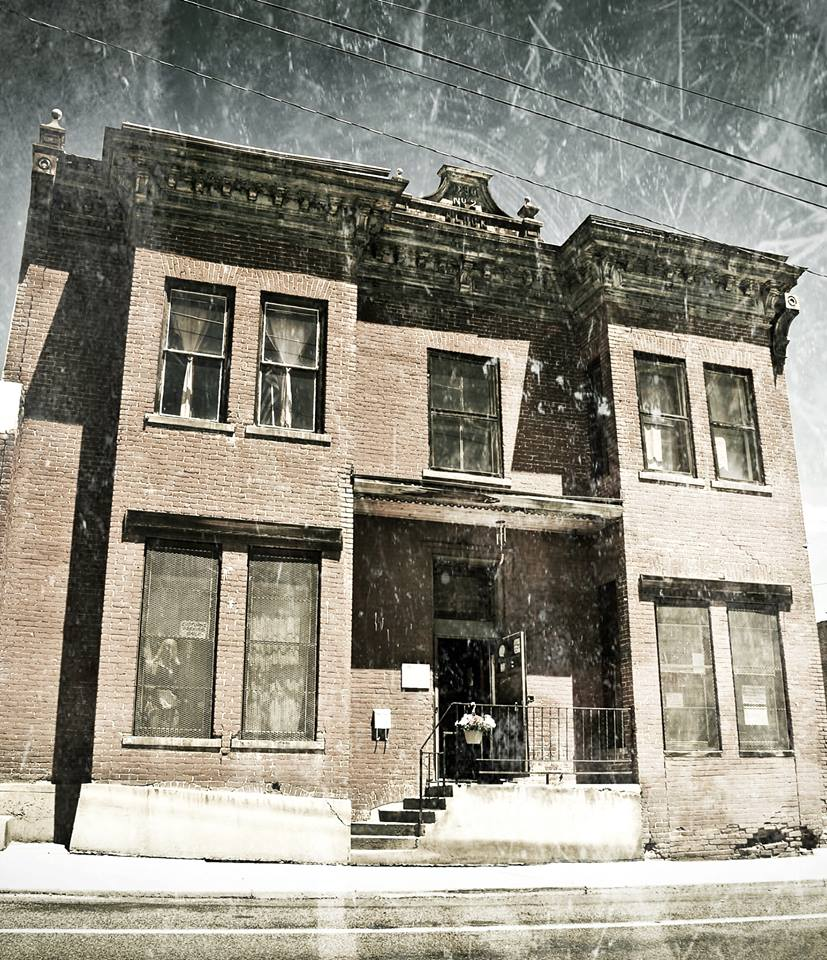
Gebäude im Jahr 2013

Der Niedergang des Bergbaus in Butte bis in die 1970er Jahre hatte auch Folgen für das Rotlichtgewerbe. 1982 wurde das Bordell von der Steuerfahndung geschlossen. Die letzte Besitzerin, Ruby Garrett, hatte versäumt, die Einkommensteuern zu zahlen.
Im Jahre 1989 wurde das Gebäude von Rudy Giecek, einem geschichtsinteressierten Einwohner Buttes, gekauft und als Museum hergerichtet. Dabei war auch die kalifornische Stiftung International Sex Worker Foundation for Art, Culture and Education beteiligt. Zwischenzeitlich kam es zu einem Rechtsstreit zwischen Giecek und der Stiftung. Im Jahr 2005 wurde das Bordellmuseum aufgrund von Instandsetzungsarbeiten geschlossen und 2008 wiedereröffnet.
Giecek hat unter anderem einen Roman verfasst, der einen Mordfall in dem Haus beschreibt und verweist in Werbebroschüren auf angebliche Spukerscheinungen in dem Haus. Im Keller erschloss Giecek einige vergessene Cribs, die noch Originaleinrichtung im Erhaltungszustand der 1940er Jahre aufwiesen. Mit den Glanzzeiten des Bordells um die Jahrhundertwende hatte das aber damals bereits nichts mehr zu tun.